# Diego Causero
Diego Causero (ur. 13 stycznia 1940 w Moimacco we Włoszech) – duchowny katolicki, arcybiskup, emerytowany nuncjusz apostolski.

## Życiorys
7 kwietnia 1963 otrzymał święcenia kapłańskie i został inkardynowany do archidiecezji Udine. W 1969 rozpoczął przygotowanie do służby dyplomatycznej na Papieskiej Akademii Kościelnej. 
15 grudnia 1992 został mianowany przez Jana Pawła II nuncjuszem apostolskim w Czadzie oraz arcybiskupem tytularnym Mety. Sakry biskupiej 6 stycznia 1993 udzielił mu sam papież Jan Paweł II. W 1993 został ponadto akredytowanym w Kongu i Republice Środkowoafrykańskiej. W 1995 przestał być przedstawicielem Watykanu w Kongu, a w 1999 w Republice Środkowoafrykańskiej.
W 1999 został przeniesiony do nuncjatury w Syrii. W 2001 zmieniono mu stolicę tytularną na Gradum. 
W 2004 został nuncjuszem w Czechach. W 2011 został nuncjuszem w Szwajcarii i Liechtensteinie. 5 września 2015 przeszedł na emeryturę.